# 豐隆保險

豐隆保險標誌

豐隆保險（亞洲）有限公司是香港一間保險公司，1973年成立，前身为道亨保險，母公司来自馬來西亞。没有售卖人壽保險，只售卖一般保險服務，包括旅遊保、工作假期保、家傭保、家務助理保、家居財物保、住院現金保、意外保及家居樓宇保。全部以網上報價，部份可即時投保。代言人包括王浩信、何雁詩、梁彥宗、項明生。

## 外部網頁
- 豐隆保險（亞洲）有限公司官方網站（页面存档备份，存于）
- 保險業監理處
- 國浩1.526億售道亨保險（页面存档备份，存于）
- 國浩統一購自道亨業務名稱 （页面存档备份，存于）